# هوارد بيلي (لاعب كرة قاعدة)
هوارد بيلي (بالإنجليزية: Howard Bailey)‏ هو لاعب كرة قاعدة أمريكي، ولد في 31 يوليو 1957 في غراند هيفن في الولايات المتحدة.

## وصلات خارجية
- هوارد بيلي على موقعبيزبول رفرنس.كوم (الدوري الرئيسي) (الإنجليزية)
- هوارد بيلي على موقعبيزبول رفرنس.كوم (الدوري الثانوي) (الإنجليزية)
- هوارد بيلي على موقع مشجعي الرسوم البيانية (الإنجليزية)